# Manuel Ezcurdia y Arbelaiz
Manuel Ezcurdia y Arbelaiz (Tolosa 1832- Madrid 1884) fue un médico español fundador  de un hospital para enfermos tuberculosos en el alto de Uzturre.
Fue protector  de la Casa de Misericordia de Tolosa y con sus gestiones colaboró en 1878 para  que los padres escolapios se instalaran en Tolosa para fundar un colegio que fue un referente educativo de la región.

## Biografía
Era natural del municipio de  Tolosa en la provincia de Guipúzcoa. Su padre era escribano real  de la misma villa de Tolosa.
Cursó la carrera de Medicina en las Universidades de Barcelona y de Madrid.
Antes de obtener el título de medicina, en la epidemia de cólera que azotó á Tolosa en el  año de 1855, trabajó  para aliviar la suerte de los numerosos enfermos.
Tras licenciarse obtuvo la plaza de médico titular de Tolosa donde desarrolló diferentes iniciativas.
Fundó un hospital, denominado San Ignacio, con veinte camas para enfermos tuberculosos en el alto de Uzturre situado en las afueras de Tolosa y colaboró de una manera altruista con la Misericordia de Tolosa.
Falleció en Madrid a la edad de 52 años.